# Faronta suffusa
Faronta suffusa là một loài bướm đêm trong họ Noctuidae.